# Harry Sinden
Harry James Sinden (* 14. September 1932 in Collins Bay, Ontario) ist ein ehemaliger kanadischer Eishockeyspieler und -trainer. Er war Trainer des kanadischen Teams bei der Summit Series 1972 und ist Mitglied der Hockey Hall of Fame.

## Karriere
Während seiner Juniorenzeit spielte Sinden bei den Oshawa Generals in der OHA. Nach seiner Juniorenzeit wechselte er zu den Whitby Dunlops, mit denen er den Allan Cup gewinnen konnte. Zur Eishockey-Weltmeisterschaft 1958 schickte der kanadische Verband die Dunlops, die Gold für ihr Heimatland gewinnen konnten. Spielertrainer des Teams war Sid Smith. Für die Olympischen Winterspiele 1960 in Squaw Valley wurde das Team der kanadischen Eishockeynationalmannschaft aus Spielern der Kitchener-Waterloo Dutchmen mit einigen Dunlops-Spielern verstärkt. So nahm auch Sinden an den Olympischen Spielen teil. Neben ihm stand auch Bobby Rousseau im Kader des Teams, das nur gegen die Vereinigten Staaten unterlag und die Silbermedaille gewann.
Drei Jahre spielte er für die Kingston Frontenacs in der EPHL, wo er auch seine ersten Erfahrungen als Trainer sammelte. 1963 zog das Team um und spielte als Minneapolis Bruins in der CPHL. Nach einem weiteren Umzug spielte er noch eine Saison bei den Oklahoma City Blazers, bevor er seine Karriere als Spieler beendete. Trotz starker Leistungen reichte es nicht für den Sprung in die NHL.
Die Boston Bruins holten zur Saison 1966/67 den Spielertrainer ihres Farmteams als Cheftrainer zu sich. Im Team war mit dem jungen Bobby Orr der kommende Star der NHL. Um Orr und Phil Esposito baute er ein Team auf, mit dem die Bruins 1970 nach knapp 30 Jahren den Stanley Cup wieder nach Boston holten. Nach dem Titelgewinn verließ er die Bruins und wechselte in die Immobilienbranche. Als man für die Summit Series 1972 einen international erfahrenen Trainer suchte, fiel die Wahl auf ihn. Er selbst hätte nicht erwartet, dass die 28 Tage zwischen der Auftaktpartie und dem letzten Spiel zu einer derartigen Achterbahnfahrt der Gefühle werden sollten. Es war stets schwierig, den Wünschen der vielen Stars gerecht zu werden, viele forderten mehr Eiszeit für sich. Von den ersten vier Spielen in Kanada konnte sein Team nur eines gewinnen. Dazu kam ein Unentschieden und zwei Niederlagen. Auch die erste Partie in Moskau ging verloren. Schließlich gewann sein Team die verbleibenden drei Spiele und damit die Serie. Eine riesige Erlösung brachte das entscheidende Tor von Paul Henderson.
Als Milt Schmidt nach einem weiteren Stanley-Cup-Sieg der Bruins 1972 den Posten des General Managers aufgab, übernahm Sinden den Job. Er war einer der kostenbewusstesten Funktionäre der Liga und war bei Gehaltsverhandlungen ein unangenehmer Verhandlungspartner. Zweimal kehrte er übergangsweise als Trainer hinter die Bande der Bruins zurück. In der Saison 1996/97 wurde er mit einer Strafe von 5.000 US-Dollar belegt, nachdem er bei einem 4:1-Sieg seines Teams gegen die Ottawa Senators einen Videoschiedsrichter wegen einer umstrittenen Entscheidung rüde beleidigte. Im Sommer 1999 verweigerte er Dmytro Chrystytsch, die von einem Schiedsgericht zugesprochene Gehaltserhöhung von 2,8 Millionen US-Dollar. In den vorangegangenen Playoffs war der Spieler von Sinden schwer kritisiert worden. Es war der erste Fall, in dem ein Team dem Schiedsspruch widersprach und den Spieler im Gegenzug ablösefrei ziehen ließ.
Bereits 1983 war er mit der Aufnahme in die Hockey Hall of Fame geehrt worden. 1999 erhielt er für seine Leistungen für das Eishockey in den Vereinigten Staaten die Lester Patrick Trophy. 2000 trat er als General Manager der Bruins zurück.

## Sportliche Erfolge
- Allan Cup: 1957
- Eishockey-Weltmeister: 1958
- Stanley Cup: 1970 (als Trainer)

### Persönliche Auszeichnungen
- EPHL First All-Star Team: 1962 und 1963
- EPHL Top Verteidiger: 1962 (gemeinsam mit Jean Gauthier) und 1963
- EPHL MVP: 1963
- Lester Patrick Trophy: 1999